# Виноградне (Новоукраїнський район)
Виногра́дне — село в Україні, у Смолінській селищній громаді Новоукраїнського району Кіровоградської області. Населення становить 29 осіб. Орган місцевого самоврядування — Смолінська селищна рада.

## Населення
Згідно з переписом УРСР 1989 року чисельність наявного населення села становила 31 особа, з яких 13 чоловіків та 18 жінок.
За переписом населення України 2001 року в селі мешкало 29 осіб.

### Мова
Розподіл населення за рідною мовою за даними перепису 2001 року:
| Мова       | Відсоток |
| ---------- | -------- |
| українська | 96,55 %  |
| російська  | 3,45 %   |